# 108 (tal)
108 är det naturliga talet som följer 107 och som följs av 109.

## Inom matematiken
- 108 är ett jämnt tal.
- 108 är ett Akillestal
- 108 är ett ymnigt tal
- 108 är ett mycket ymnigt tal
- 108 är ett tetranaccital
- 108 är ett Praktiskt tal.

## Inom vetenskapen
- Hassium, atomnummer 108
- 108 Hecuba, en asteroid
- M108, spiralgalax i Stora björnen, Messiers katalog